# کامرانا
کامرانا (به ایتالیایی: Camerana) یک کومونه در ایتالیا است که در استان کونیو واقع شده‌است.

## خصوصیات
کامرانا ۲۳٫۹ کیلومترمربع مساحت و ۶۷۹ نفر جمعیت دارد و ۵۲۵ متر بالاتر از سطح دریا واقع شده‌است.